# Чатемский кулик-сорока
Чатемский кулик-сорока (лат. Haematopus chathamensis) — вид птиц из семейства кулики-сороки. Эндемик Новой Зеландии. Вид отнесен МСОП к исчезающим видам, его популяция составляет от 310 до 325 птиц (перепись 2004 года). Основную угрозу представляют завезённые хищники.

## Описание
Достигает размера 48 см. Голова, шея, верхняя часть бока и верхняя часть груди чёрные. Нижняя сторона белая с размытой каймой на нижней части груди. Длинный толстый клюв красного цвета. Короткие толстые ноги розовые. Вокруг радужной оболочки глаза проходит кольцо оранжевого цвета.
Строит гнёзда в выемках на песчаных и скалистых побережьях, вдали от воды. Иногда гнездится в низкой растительности или за её пределами. Сезон размножения длится с октября по март. Кладка состоит из двух-трёх яиц. Самка впервые размножается в возрасте трёх лет. Средний успех размножения составляет 0,44 птенца на сезон и пару. Вне сезона размножения, как правило, ведут одиночный образ жизни. Средняя продолжительность жизни составляет 7,7 лет. Самый старый из известных экземпляров дожил до 28 лет. Основу рациона составляют мидии, черви и другие беспозвоночные.

## Популяция и угроза исчезновения
Классифицируется МСОП как «находящийся под угрозой исчезновения». После того как в 1973 году численность популяции снизилась до 50 особей, в 1987—1988 годах она колебалась от 100 до 110 особей. Из 44 гнездящихся пар 8 встречались на Рангатире, где популяция неуклонно сокращалась с 1970-х годов, 25 — на Чатеме, 9 — на острове Питт и 2 — на острове Мангере. Учет в 1998 году выявил от 140 до 150 особей. В 2004 году на побережьях четырех островов Чатем было обнаружено не менее 266 птиц, что составляет общую популяцию от 310 до 325 особей.
Интродуцированные хищники, коровы и овцы являются основными угрозами для вида на островах Питт и Чатем. Рангатира и Мангере свободны от хищников, но популяция здесь по-прежнему считается крайне неустойчивой. Причина сокращения численности на Рангатире долгое время оставалась неизвестной, пока видеокамеры, установленные у гнёзд, не выявили, что основную угрозу представляют одичавшие кошки. Потенциальную угрозу представляют также пастушок-уэка.
Чтобы защитить кладки от наводнений, гнёзда постепенно перемещали вглубь острова. Была опробована инкубация в инкубаторе, но она не привела к повышению продуктивности размножения. Скот был огорожен, и были установлены знаки, чтобы свести к минимуму беспокойство от людей и собак на пляжах. Интенсивная борьба с хищниками в сочетании с манипуляциями с гнёздами недавно привела к увеличению популяции молодых особей.